# Swaledale (Iowa)
Swaledale es una ciudad ubicada en el condado de Cerro Gordo en el estado estadounidense de Iowa. En el Censo de 2010 tenía una población de 165 habitantes y una densidad poblacional de 260,03 personas por km².

## Geografía
Swaledale se encuentra ubicada en las coordenadas 42°58′36″N 93°18′56″O / 42.97667, -93.31556. Según la Oficina del Censo de los Estados Unidos, Swaledale tiene una superficie total de 0.63 km², de la cual 0.63 km² corresponden a tierra firme y (0%) 0 km² es agua.

## Demografía
Según el censo de 2010, había 165 personas residiendo en Swaledale. La densidad de población era de 260,03 hab./km². De los 165 habitantes, Swaledale estaba compuesto por el 97.58% blancos, el 0% eran afroamericanos, el 0% eran amerindios, el 0% eran asiáticos, el 0% eran isleños del Pacífico, el 2.42% eran de otras razas y el 0% pertenecían a dos o más razas. Del total de la población el 3.03% eran hispanos o latinos de cualquier raza.